# Eric Nenninger
Eric Nenninger est un acteur américain né le 19 novembre 1978 à Saint-Louis, dans le Missouri (États-Unis).

## Biographie
Eric Nenninger est né le 19 novembre 1978 à Saint-Louis, Missouri (États-Unis).
En 1997, il étudie à American Academy of Dramatic Arts à Los Angeles. En 2000, il étudie à la British American Drama Academy à Oxford.

### Vie privée
Il est marié depuis 2002 à l'actrice Angel Parker. Ils ont deux enfants, Naomi et James Nenninger.

## Filmographie

### Cinéma

#### Longs métrages
- 2003 : Jeepers Creepers 2 de Victor Salva : Scott 'Scotty' Braddock
- 2009 : Reconciliation de Chad Ahrendt : Grant Taylor
- 2010 : Half-Dragon Sanchez de Tom Stern : Phillip Wranger
- 2013 : Shotgun Wedding de Danny Roew : Marvin

#### Courts métrages
- 2008 : La Cachette de Daric Loo : John
- 2010 : Unconditionally de Michael Chandler : John
- 2011 : Bright de Benjamin Busch : Troy
- 2020 : Philanthropy d'Alison Turner : Détective Parker

### Télévision

#### Séries télévisées
- 2000 : X-Files : Aux frontières du réel (The X Files) : Jared Chirp
- 2000 : Urgences (ER) : Jeremy Barnes
- 2000 : Opposite Sex  : Kevin Dolby
- 2000 - 2002 : Malcolm (Malcolm in the Middle) : Cadet Eric Hansen
- 2000 / 2009 : Les Experts (CSI: Crime Scene Investigation) : Jesse Overton / Officier Collins
- 2004 : JAG : Un garde-côte
- 2008 : Generation Kill  : Capitaine Dave « Captain America » McGraw
- 2008 : NCIS : Enquêtes spéciales (NCIS) : Taylor Henley
- 2008 : Bones : Peter Kroone
- 2009 : 24 Heures chrono (24) : Agent Davis
- 2011 - 2012 : Weeds  : Le dealer de Dimitri
- 2012 : Sullivan and Son : Connor
- 2012 - 2014 : Tatami Academy : Coach Funderburk
- 2013 : Raising Hope : Aaron
- 2013 : Suit Up : Roger Seething
- 2015 : Wet Hot American Summer : First Day of Camp : Warner
- 2015 : Bad Judge : Randy
- 2015 : Mad Men : Bill Phillips
- 2016 : Esprits criminels (Criminal Minds) : James O'Neill
- 2016 : Rosewood : Zachary Wilford III
- 2016 : The Real O'Neals : Josh
- 2017 : Powerless : Lars
- 2017 - 2019 : Au fil des jours (One Day at a Time) : Scott
- 2018 : Lucifer : Frederick Hoffman
- 2018 : 9-1-1 : Brian
- 2018 : Very Bad Nanny : Wes
- 2018 : Living Biblically : Mitch
- 2019 : Santa Clarita Diet : Larry
- 2019 : The Big Bang Theory : Neil
- 2019 : The Politician : Un détective
- 2019 : Black-ish : Ryan Simmons
- 2020 : Medical Police : Collins
- 2020 - 2021 : Flash (The Flash) : Joseph Carver
- 2021 : American Horror Story : Double Feature : Le garde de sécurité
- 2021 : La Réalité en face (True Story) : Will
- 2021 : Partners in Rhyme : Josh
- 2022 : Winning Time : The Rise of the Lakers Dynasty : Keith Erickson

#### Téléfilms
- 2010 : L'Impossible Pardon (Amish Grace) de Gregg Champion : Un ranger
- 2014 : Mission Control de Don Scardino : Gordie
- 2017 : Pharmacy Road (Tour de Pharmacy) de Jake Szymanski : Le mari finlandais

## Jeux vidéo
- 2011 : L.A. Noire : Mathew Ryan